# 遼南條約

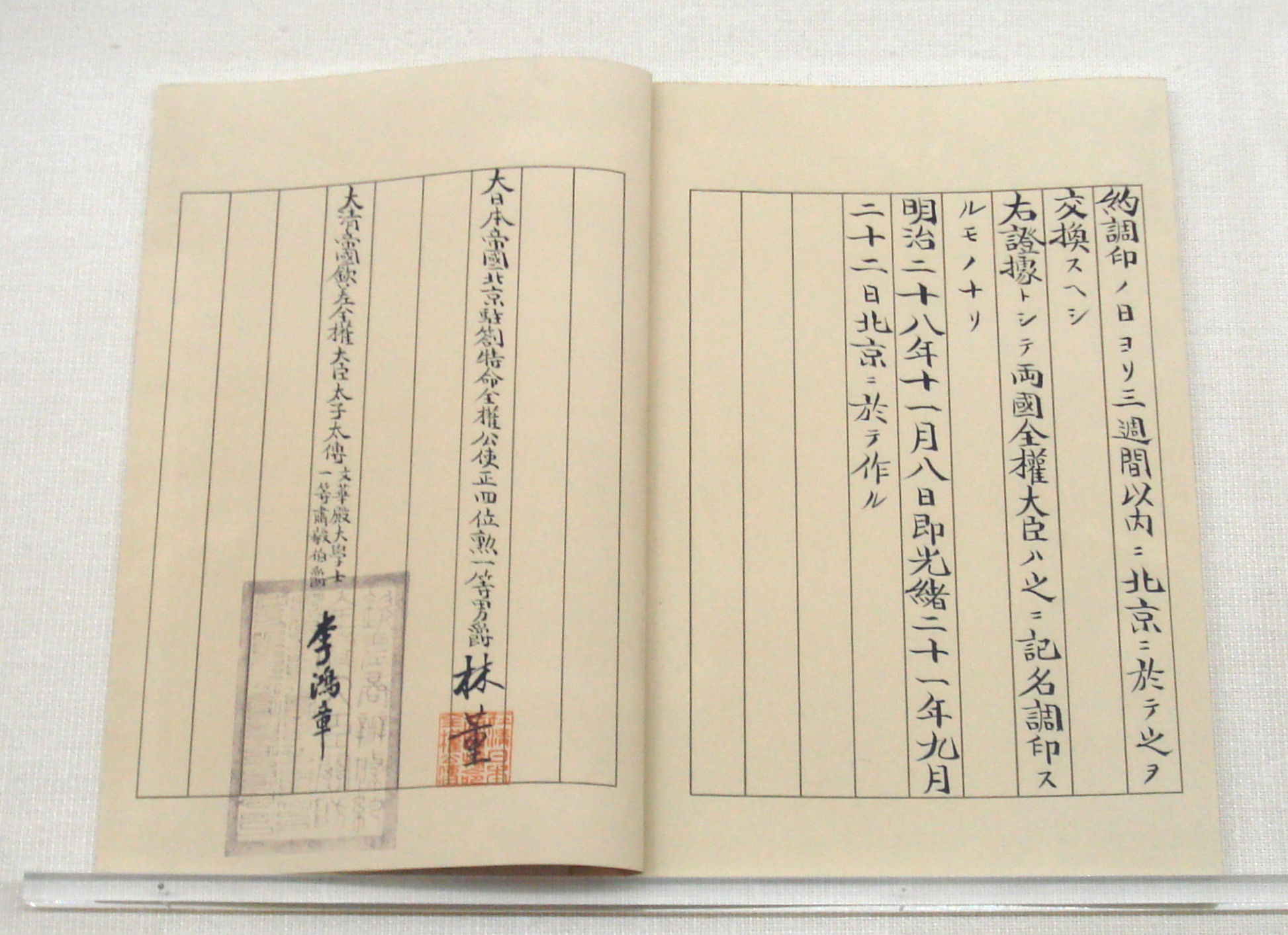
《遼南條約》

《遼南條約》，又称《交收遼南條約》或《中日交還奉天省南邊地方條約》，为清朝和日本于1895年（光绪二十一年）11月8日在北京签署的条约，日本方面稱為《遼東還付條約》。中方代表为欽差頭等全權大臣李鸿章，日方代表为日本駐中國公使林董。

## 背景
清朝在1895年与大日本帝国爆发的甲午战争战败后，與日本签定《马关条约》。根据《马关条约》，中国割让福建台湾省与辽东半岛给日本，並承認朝鮮獨立。六日后，俄国、德国与法國以提供“友善劝告”为借口，要求日本将辽东半岛归还予中国，史称三國干涉還遼。
三国向日本外務省提出備忘錄，声明：“查閱日本國向中國所要求之媾和條件，認遼東半島為日本所有，不特有常危中國首都之虞，且同時朝鮮國之獨立亦為有名無實，對于將來遠東之和平予以障害”，因之勸告日本政府，“應放棄領有遼東半島”。日本通過外交途徑請求英国和美國幫助，但英美两国皆表示中立。
由于俄、德、法三国态度强硬，日本在外交压力之下决定妥协，与三国达成协议：日本归还辽东半岛予中国，但清廷要付出“赎辽费”作为赔偿。原先日本提出的“赎辽费”为5,000万两白银，經与三國磋商將賠償銀改為3,000萬兩。随后清朝派李鴻章與日本駐華公使林董举行會談。11月8日，中日雙方正式簽訂了《遼南條約》，清廷赎回了辽东半岛。

## 主要内容
条约共六款，主要内容是：
一、日本交還遼東半島給中國。
二、中國在1895年11月16日前，交付日本庫平銀三千萬兩。
三、自交付贖金之日起三個月內，日軍撤出遼東半島。